# Universidade da Coreia
Universidade da Coreia (KU, hangul: 고려대학교; hanja: 高麗大學校; rr: Goryeo Daehakgyo) é uma universidade privada  de pesquisa em Seul, Coreia do Sul. Fundada em 1905, é uma das mais antigas e mais proeminentes instituições de ensino superior do país. É considerada uma das universidades SKY, conhecida por ser uma das melhores universidades do país.
O corpo discente é constituído de mais de 20.000 estudantes de graduação e mais de 10.000 alunos de pós-graduação. A abrangência acadêmica da universidade é ampla, com seus 81 departamentos em 19 faculdades e divisões, e 18 escolas de pós-graduação. Ele tem mais de 1.500 docentes de tempo integral, com mais de 95% deles mantendo Ph. D. ou qualificação equivalente em seu campo. A Associação Alumni da Universidade da Coreia consiste em mais de 280.000 pessoas com formação universitária.
Universidade da Coreia é uma grande instituição de pesquisa, destacando-se na história Sul-coreana por ser a primeira instituição de ensino a oferecer programas acadêmicos na Coreia em diversas áreas, tais como direito, economia e jornalismo. É particularmente conhecida pela sua Faculdade de Direito, que é amplamente considerada um dos mais bem conhecidos programas de graduação em direito na Coreia do Sul. A Universidade da Coreia também tem instalações educacionais auxiliares, tais como o Instituto de Ensino de Línguas Estrangeiras, o Instituto de Educação Continuada, o Instituto de Educação Internacional e o Centro de Ensino e de Aprendizagem. Há 115 institutos de pesquisa, incluindo o Laboratório Battelle@KU, o Instituto de Relações Internacionais Ilmin, e o Centro para Tecnologias de Segurança da Informação.

## História

### Faculdade Bosung
Universidade da Coreia  foi criada em 5 de Maio de 1905, como Faculdade Bosung por Lee Yong-Ik, Tesoureiro da Casa Real. O primeiro Presidente da Faculdade foi Hae-Uoung Shin. Como uma instituição acadêmica de origem nacionalista, ele foi considerado como um símbolo de orgulho nacional, durante o período colonial (1910-1945).
Faculdade Bosung teve de suportar muitas dificuldades antes da se tornar a Universidade da Coreia de hoje. Logo após a Faculdade Bosung foi criada, o "Protocolo Coreia-Japão" foi assinado, e Lee Yong-Ik, fundador da Faculdade Bosung, foi para o exílio, para liderar o movimento de resistência contra o Japão. Seu exílio criou dificuldades financeiras para a instituição. Felizmente, no entanto, a primeira crise financeira foi superada quando Sohn Byong-Hee, um líder de Chundokyo, um movimento nacionalista, religioso e político na época, assumiu a gestão da instituição.
Em 1929, a fundação mais uma vez se viu diante de uma grave crise financeira, como resultado da recessão mundial. Kim Sung-Soo veio para o resgate quando ele se tornou o presidente da Faculdade, em 1932. Naquele tempo, Kim foi gerir o Colegial Choong-Ang e o Dong-A Ilbo, um jornal diário.

### Realocação
Em março de 1932, Kim Sung-Soo tomou posse como Presidente da Faculdade Bosung e em 1934 o prédio principal foi completada em uma área de terra de 63.000-pyeong localizada em Anam-dong. A construção da Biblioteca começou em 1935 em comemoração ao trigésimo aniversário de fundação da Faculdade Bosung e foi completada dois anos depois. Em Julho do ano seguinte, uma grande quadra esportiva, uma das maiores da Ásia na época, foi adicionada ao campus. Kim Sung-Soo, como Presidente, fez todo o esforço necessário para desenvolver a Faculdade Bosung na primeira universidade genuína coreana. Infelizmente, sua esperança não virou realidade por conta da interferência colonial japonesa.

### Era moderna
Após a Independência em 1945, o estado da Faculdade Bosung foi elevada para a de uma universidade e renomeada como Universidade da Coreia, com três faculdades: Ciência Política e Direito, Economia e Comércio, e Artes Liberais. Sang Hyun-Yun, o primeiro presidente, iniciou um processo de expansão do campus, com a compra de florestas e terras. Em junho de 1949, a Universidade da Coreia ganhou seu primeiro bacharel e em setembro do mesmo ano, a escola de pós-graduação foi criada. Yu Chin-O, o quarto presidente, continuou a expandir a Universidade da Coreia, com a criação da Divisão de Ciência dentro da Faculdade de Artes Liberais, bem como uma quarta faculdade, a Faculdade de Agricultura.

### 100º Aniversário
Em 2005, a Universidade da Coreia celebrou o seu Centenário de Fundação, no dia 5 de Maio.
Em Março, a Faculdade de Ciências da Vida e Biotecnologia e a Faculdade da Vida e Ciências Ambientais foram integradas na Faculdade de Ciências da Vida e Biotecnologia. Ao mesmo tempo, a Faculdade de Ciências da Saúde foi abolida e incorporada à nova e altamente desenvolvida Faculdade de Ciências da Saúde.
Atualmente, a Universidade da Coreia é composta de dezesseis colégios e divisões, bem como de dezoito escolas de pós-graduação e onze instalações auxiliares, incluindo bibliotecas, museu, e o gabinete de imprensa de relações públicas.

## Acadêmico

### Faculdades e escolas
Os 56 departamentos acadêmicos e programas da Universidade da Coreia são organizados em 16 faculdades e escolas:
- Escola de Direito
- Escola de Negócios
- Faculdade de Artes Liberais
- Faculdade de Ciência Política e Economia
- Faculdade de Informação e Comunicações
- Escola de Mídia e Comunicação
- Escola de Arte e Design
- Divisão de Estudos Internacionais
- Faculdade de Medicina / Escola de Medicina
- Faculdade de Ciências da Vida e Biotecnologia
- Faculdade de Educação
- Faculdade de Ciências
- Faculdade de Engenharia
- Faculdade de Ciências da Saúde
- Faculdade de Enfermagem
- Escola de Estudos Interdisciplinares

### Seletividade de Admissões
A admissão para o curso de graduação é muito competitivo e as decisões de admissão são baseadas no histórico escolar dos candidatos e da pontuação no Teste Escolar de Habilidades. A admissão da Universidade da Coreia é altamente seletiva, conforme o número de candidatos é auto-seletivo, com apenas os melhores alunos das escolas de ensino médio a aplicar para a admissão.

### Classificações e Reputação
Para 2016-17, a universidade foi classificada como 98ª do mundo e 16ª na Ásia pelo QS World University Rankings. Além disso, no QS World University Subject Rankings de 2014, os programas de política, economia, engenharia química e comunicação da universidade foram classificados dentro dos top 50 do mundo.
Universidade da Coreia é bem conhecida por sua origem nacionalista no período colonial, e também por sua excelência no ensino de direito. Em 2003,  os estudantes da Faculdade de Direito da Universidade da Coreia foram responsáveis por mais de 15% das cerca de 900 pessoas que passaram no exame anual coreano.

## Campus
Anam campus é dividido em quatro subdivisões (Ciência e Engenharia, Ciências Humanas e Ciências Sociais, Medicina e Ciências da Vida, e Ciências da Saúde). É localizado na área metropolitana de área de Seul que possui uma população de mais de 20 milhões. Dentro de uma caminhada de cinco minutos do campus estão uma variedade de restaurantes, bares, lojas, e até mesmo um famoso templo Budista. Demora cerca de 20 minutos de caminhada a partir de alguns edifícios do campus principal até alguns edifícios do campus de ciência ou medicina a pé. A Faculdade de Ciências da Saúde é de 15 a 20 minutos de distância do campus principal de carro.

## Pessoas notáveis e ex-alunos

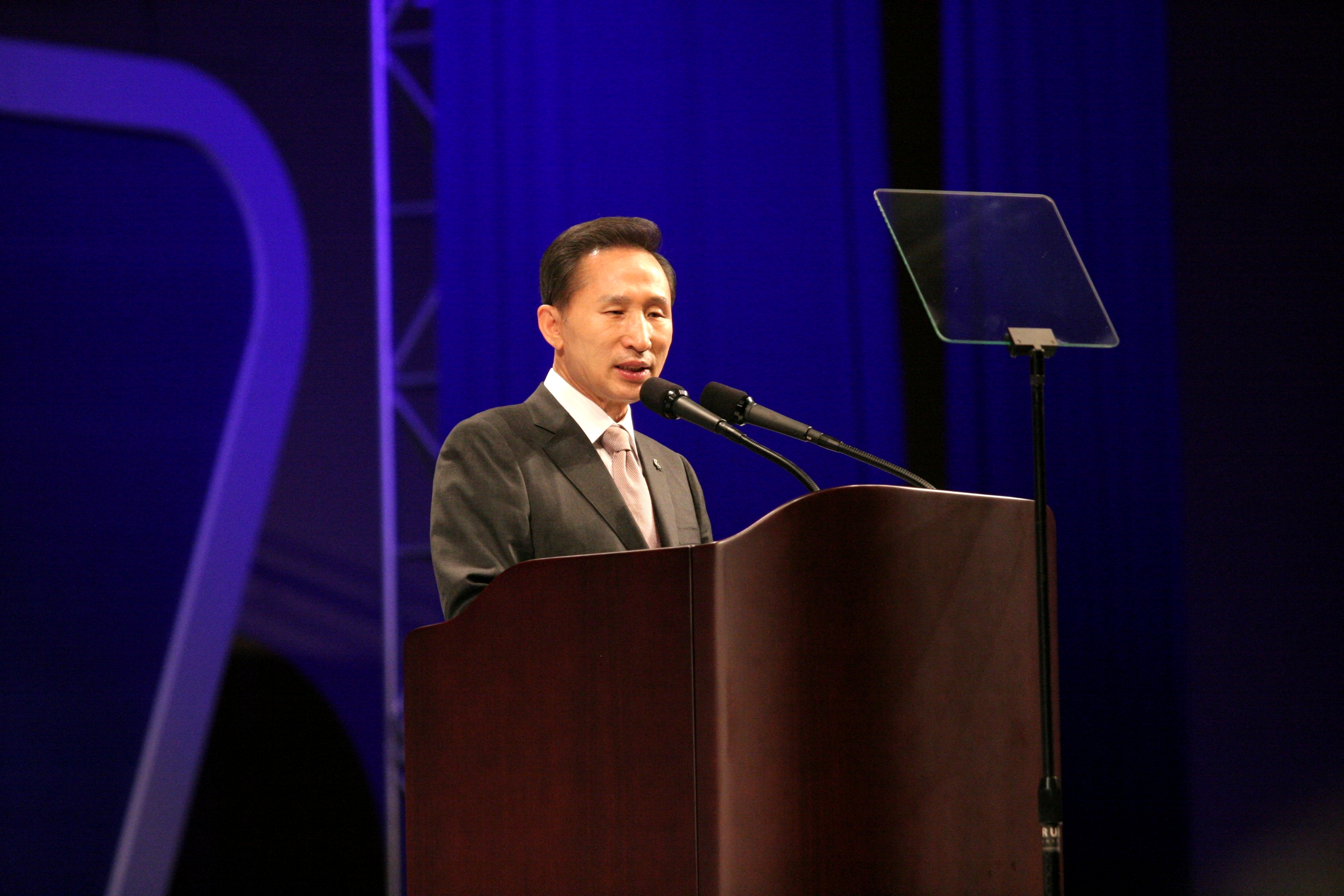
O 17º presidente da Coreia do Sul, Lee Myung-Bak

Em 2009, Universidade da Coreia alegou cerca de 280.000 ex-alunos vivos. Entre os notáveis ex-alunos da Universidade da Coreia são proeminentes advogados, médicos, engenheiros, pesquisadores, atletas Olímpicos, e outros que ganharam fama nacional e mundial em seus respectivos campos. Universidade da Coreia foi produziu especialmente  muitos políticos famosos, incluindo o 17º Presidente da República da Coreia do sul, Lee Myung Bak, e o 34º Prefeito de Seul, Oh Se-hoon. Além disso, numa pesquisa recente da Fortune 500 da Coreia do Sul, empresas revelaram que a Universidade da Coreia tem produzido o maior número de CEOs dessas empresas da Fortune 500.

## Localização e transporte Público

### Anam Campus
O Anam Campus da Universidade da Coreia está localizado nas seguintes orientações: 37° 35' 30" N 127° 1' 45" E, que, quando digitado no Google Earth e vistos a partir de uma altura de 2000m, vai mostrar o campus em sua totalidade.
- Estação Anam (Hospital Anam da Universidade da Coreia)
- Estação Universidade da Coreia
- A universidade também é servida pelos seguintes ônibus metropolitanos em Seul:
  - 100, 144, 163, 273, 1017, 1111, 7211, Seongbuk 20, Seongbuk 21 (portão principal)
  - 100, 144, 163, 273, 1111, 1212, Seongbuk 04 (Hospital Anam da Universidade da Coreia)